# Serra Casale
Serra Casale (o monte Casale) è un'elevazione montuosa di 910 m s.l.m. che fa parte dell'antico apparato vulcanico dei Monti Iblei di cui fa parte anche il vicino Monte Lauro di 986 m.
Le loro cime segnano il confine tra le attuali province di Siracusa e Ragusa e fanno da spartiacque tra le vallate dell'Irminio e dell'Anapo.

## Archeologia
L'importanza della serra Casale è dovuta essenzialmente alla presenza di importanti reperti archeologici, riportati alla luce dall'archeologo Paolo Orsi, agli inizi del XX secolo. L'Orsi li identificò come facenti parte della città greca di Casmene.

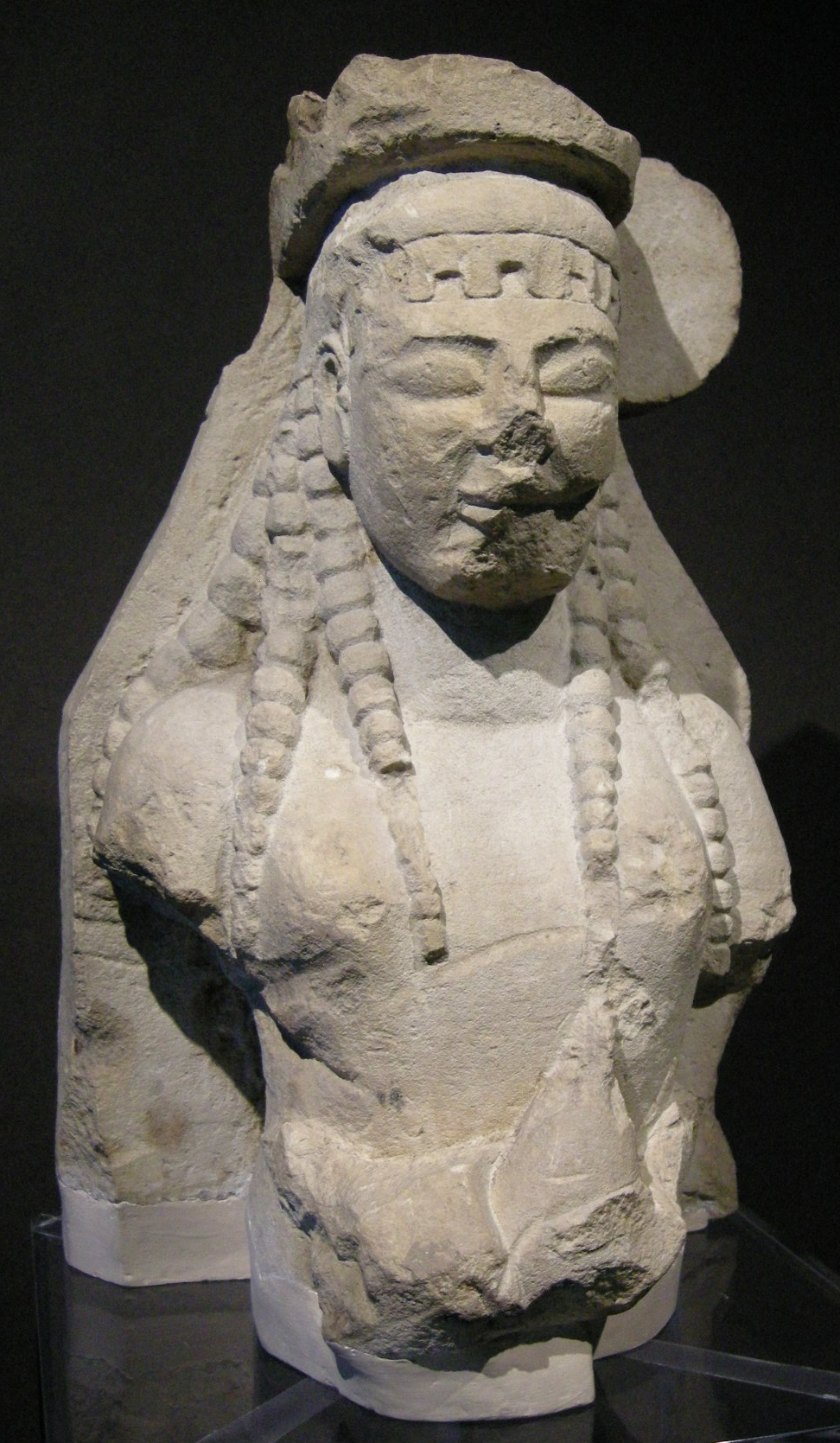
Museo archeologico regionale Paolo Orsi, kore in calcare da monte casale, 570-560 ac.

Il sito di serra Casale presenta inoltre tracce di insediamenti Sicani risalenti, sembra, al periodo in cui questi si dovettero spostare dalla costa  verso l'interno sotto la minaccia di invasori provenienti dal mare. L'area a quel tempo era ancora ricoperta di fitti boschi di leccio e di platani orientali ricchi di selvaggina.
Rimangono inoltre tracce di villaggi fortificati della civiltà di Castelluccio costruiti in posizione strategica per il controllo delle vie di comunicazione.